# Donatien De Zeine
Donatien De Zeine (Brugge, 8 april 1911 - Gent, 14 november 1963) was een Belgisch kunstschilder, behorende tot de Brugse School.

## Levensloop
Hij was een zoon van schoenmaker Victor De Zeine (1879-1943) en Emilie Pieters (1882-1968). Na de lagere school in de parochieschool in de Venkelstraat, volgde Donatien tot in 1937 de lessen in de Academie voor Schone Kunsten Brugge en behaalde er een eerste prijs. Zijn leraars waren voornamelijk Florimond Aerts, Jef Vande Fackere, Emile Rommelaere en Jules Fonteyne.
Nadat hij eerst steenhouwer wilde worden, maar hem dit werd afgeraden, trad hij in dienst bij de schilder Alfred Vienne in de Eekhoutstraat.
In 1942 trouwde hij met Jane Verhelst (1915-1992) en ze verhuisden naar Gent, waar hij gerant werd in een bakkerij. Ze kregen drie kinderen. Vanaf 1946 werkte hij in een carrosseriebedrijf in Ledeberg. Hij liep er een loodvergiftiging op en werd ongeneeslijk ziek. Hij was pas 52 toen hij stierf.
Naast zijn beroepsactiviteiten bleef hij schilderen: portretten, stadsgezichten, stillevens, interieurs. Hij kon moeilijk afscheid nemen van zijn werken en toen zijn weduwe zich rekenschap gaf van de opgestapelde schilderijen zette ze zich in om ze aan de man te brengen, meest aan familie en vrienden. 
Het werk van De Zeine was getekend door zijn diepe weemoed gevoed door de vroegtijdige dood van een jeugdliefde en door de invloed van een zwakke gezondheid en ziekten.